# Fleur Pellerin

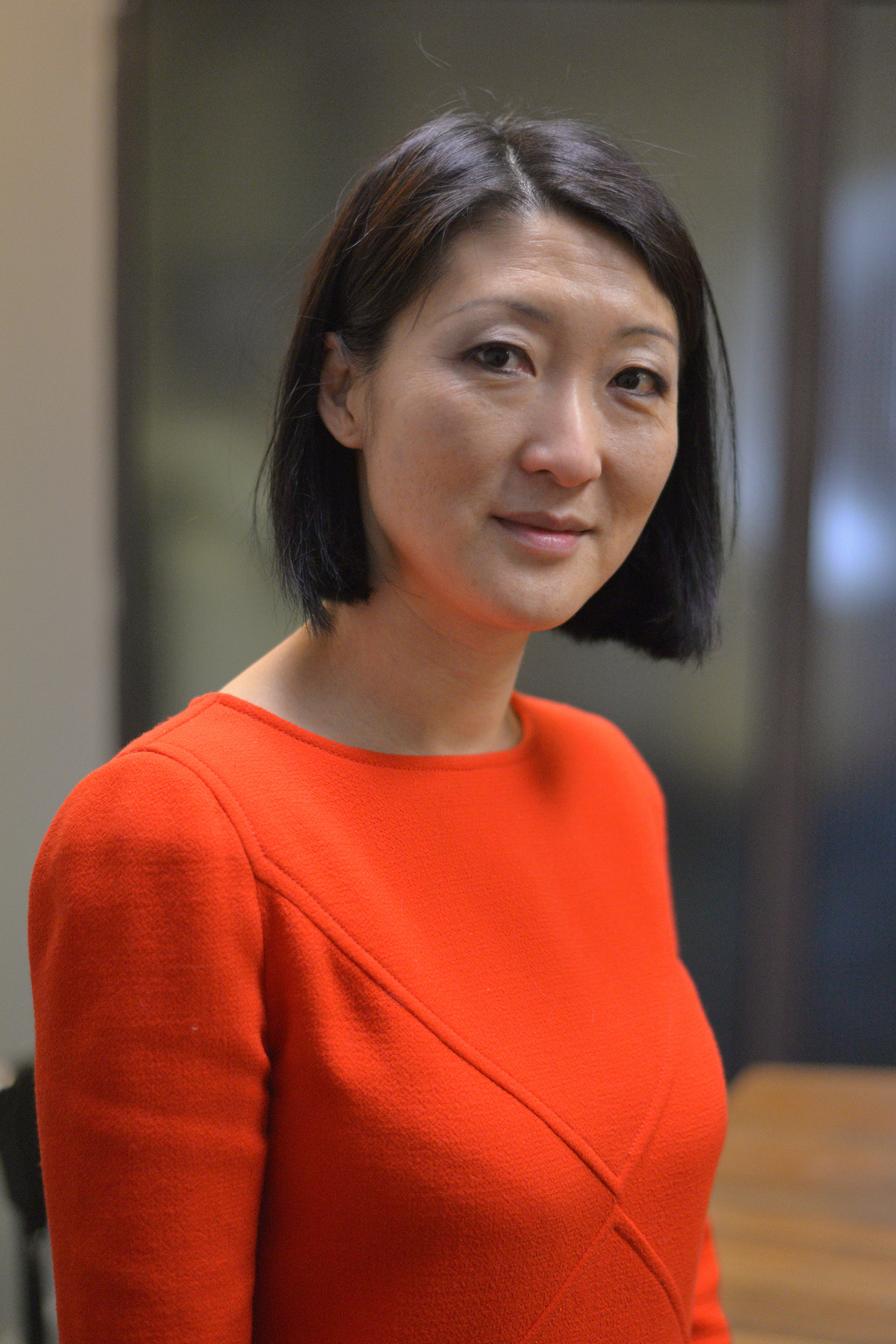
Fleur Pellerin 2015.

Fleur Pellerin, född 29 augusti 1973 i Seoul i Sydkorea, är en fransk politiker inom Socialistiska partiet. År 2012 utsågs hon till minister för turism och utrikeshandel i regeringen Valls I och i augusti 2014 utsågs hon till Frankrikes kulturminister i regeringen Valls II. Den 16 februari 2016 efterträddes hon av Audrey Azoulay på posten som kulturminister.
Pellerin är känd för att vara en förespråkare av nya tekniska innovationer.